# Japanese chin
Japanese chin är en hundras från Japan. Den är en dvärghund och sällskapshund.

## Historia
Historiska dokument tyder på att chin gavs som gåva till det japanska hovet mellan 700-talet och 900-talet från de koreanska och kinesiska hoven. Tchin eller Dshin lär ska betyda dyrbarhet. Enligt en annan teori spreds hundarna som tempelhundar till Japan med buddhismen. 1613 fördes en chin till England av en kapten Seares. Under shogun Tsunayoshi Tokugawa som regerade 1680-1709 föddes hundarna upp på slottet Edo. På allvar introducerades japanes chin i Europa då kommendören Matthew C. Perry 1853 förde med sig några exemplar som gåva till drottning Viktoria efter att Japan öppnats för handel med västerlandet. Rasen har även kallats Japanese Spaniel. Rasen har avlats fram enbart för att vara ett sällskapsdjur, under en mycket lång period.

## Egenskaper
Japanese chin har ett lättsamt och sällskapligt sätt. Den är aktiv, livlig och tillgiven och har bra självförtroende. Den går bra ihop med barn och andra hundar. Men med tanke på hundens lilla format, skall den aktas för hårda närgångna lekar med stora, robusta hundar.  Det är en livlig och värdig hund som tycker om att vara i sin familjs centrum. Den är förtjust i att gå på promenader och att leka lekar med hela familjen.

## Utseende
Dessa hundar är speciellt stilfulla i sina rörelser, lyfter fram tassarna högt för varje steg och bär sin svans, som är försedd med ymnig plym, högt över ryggen i en båge. Färgen är vit med svarta eller röda fläckar. Färgerna är klara och lysande och jämnt fördelade på kinder och öron och som fläckar på kroppen. Nosspegeln är svart utom hos de vit-röda där den får vara rödbrun. Huvudet är stort i förhållande till kroppen, brett och runt med väl avrundad panna, rund hjässa mellan ögonen, noskuddarna skall vara mycket utfyllda. Ögonen runda med typiskt ”förvånat uttryck”. Ryggen är rak och pälsen plymig och ymnig. Mankhöjden är cirka 25 till 30 cm och vikten 1,8 till 4,2 kg.